# Fuzzy Zoeller
Frank Urban "Fuzzy" Zoeller Jr (New Albany, Indiana, 11 november 1951) is een Amerikaanse professionele golfspeler. 

## Amateur
Zoeller studeerde aan de universiteit van Houston.

### Gewonnen
- 1972: Florida State Junior College Championship (individueel)
- 1973: Old Capital Invitational (Indiana), Indiana State Amateur

## Professional
Zoeller werd in 1973 professional. Tot zijn belangrijkste overwinningen behoren het Masterstoernooi (1979) en de US Open (1984).

### Gewonnen
PGA Tour
- 1979: Andy Williams-San Diego Open Invitational. Masters
- 1981: Colonial National Invitation
- 1983: Sea Pines Heritage, Panasonic Las Vegas Pro Celebrity Classic
- 1984: US Open
- 1985: Hertz Bay Hill Classic
- 1986: AT&T Pebble Beach National Pro-Am, Sea Pines Heritage, Anheuser-Busch Golf Classic

Elders
- 1974: PGA Tour Qualifying Tournament
- 1985: Skins Game
- 1986: Skins Game
- 1987: Merrill Lynch Shoot-Out Championship
- 2003: Tylenol Par-3 Challenge

Champions Tour
- 2002: Senior Slam
- 2008: Wendy's Champions Skins Game (met Peter Jacobsen)
- 2009: Wendy's Champions Skins Game (met Ben Crenshaw)

## Wikipedia-controverse
Zoeller spande op 13 februari 2007 een rechtszaak aan wegens smaad tegen het in Miami gevestigde adviesbureau Josef Silny & Associates. In december 2006 zou vanaf een IP-adres van het bedrijf het artikel over Zoeller op de Engelstalige Wikipedia bewerkt zijn met lasterlijke opmerkingen in de sfeer van alcoholmisbruik en huiselijk geweld. 
De betreffende bewerkingen zijn in februari 2007 verwijderd van het publieke deel van de Engelstalige Wikipedia. 
Voor zover bekend is dit de eerste keer dat een persoon of bedrijf wordt aangeklaagd wegens opmerkingen in een Wikipedia.